# David Zepeda
David Anastasio Zepeda Quintero (Nogales, 19 settembre 1973) è un attore messicano, noto soprattutto come interprete di telenovelas.

## Filmografia parziale
- Amores Cruzados (2006)
- Acorralada (2007)
- Sortilegio (2009)
- Soy tu dueña (2010)
- La fuerza del destino (2011)
- Abismo de pasión (2012)
- Mentir para vivir (2013)
- Hasta el fin del mundo (2014-2015)
- Por amar sin ley (2020)
- Vencer el desamor (2020-2021)
- Vencer la ausencia (2022)

## Doppiatori italiani
Nelle versioni in italiano delle opere in cui ha recitato, David Zepeda è stato doppiato da:
- Corrado Conforti in Detective Monk